# Минералогический музей имени А. Е. Ферсмана (Мурзинка)
Минералогический музей имени А. Е. Ферсмана — один из известнейших музеев Урала. Посвящён уникальной геологии Уральских гор и камнерезному искусству Урала. Находится в селе Мурзинка Пригородного района Свердловской области России. Объект нижнетагильского музейного объединения «Горнозаводской Урал».

## История

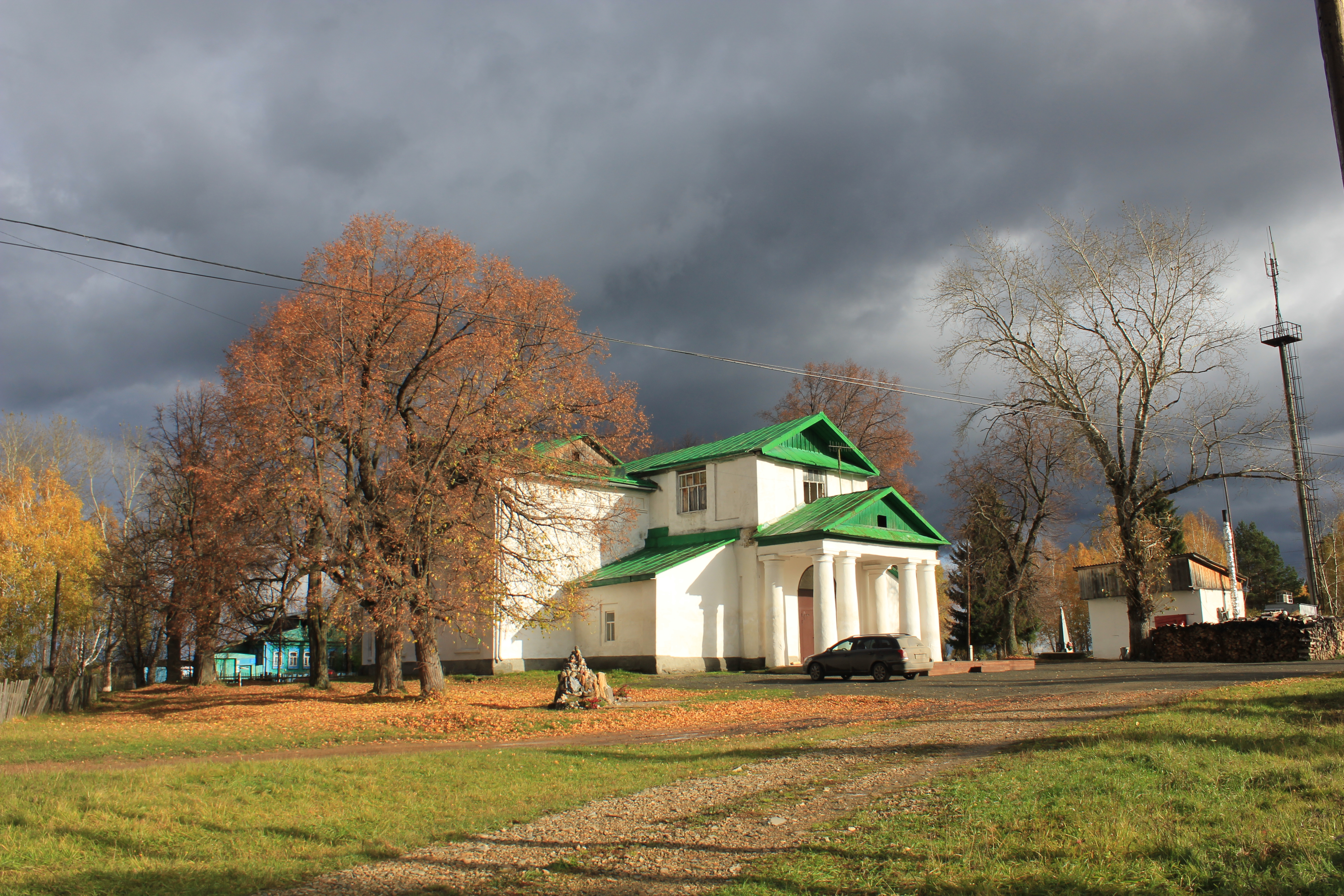
Здание музея с флигелем

С XVII века старинное уральское село Мурзинка славилось особо богатым разнообразием минералов. Именно в Мурзинке были найдены первые на Урале поделочные камни-самоцветы. Здесь работал великий российский геолог, академик РАН Александр Евгеньевич Ферсман.
Минералогический музей появился в селе в 1958 году, он был открыт как школьный. Первоначально музейное собрание было небольшим, располагалось в здании местной школы. В 1964 году по инициативе местного жителя Ивана Зверева — внука известного уральского горщика Д. К. Зверева, послужившего прототипом Данилы-мастера, героя «Уральских сказов» П. П. Бажова, — в Мурзинке в здании старинной церкви был открыт Минералогический музей имени А. Е. Ферсмана. В 1983 году Минералогический музей имени Ферсмана вошёл в состав нижнетагильского музейного объединения «Горнозаводской Урал».

## Экспозиция

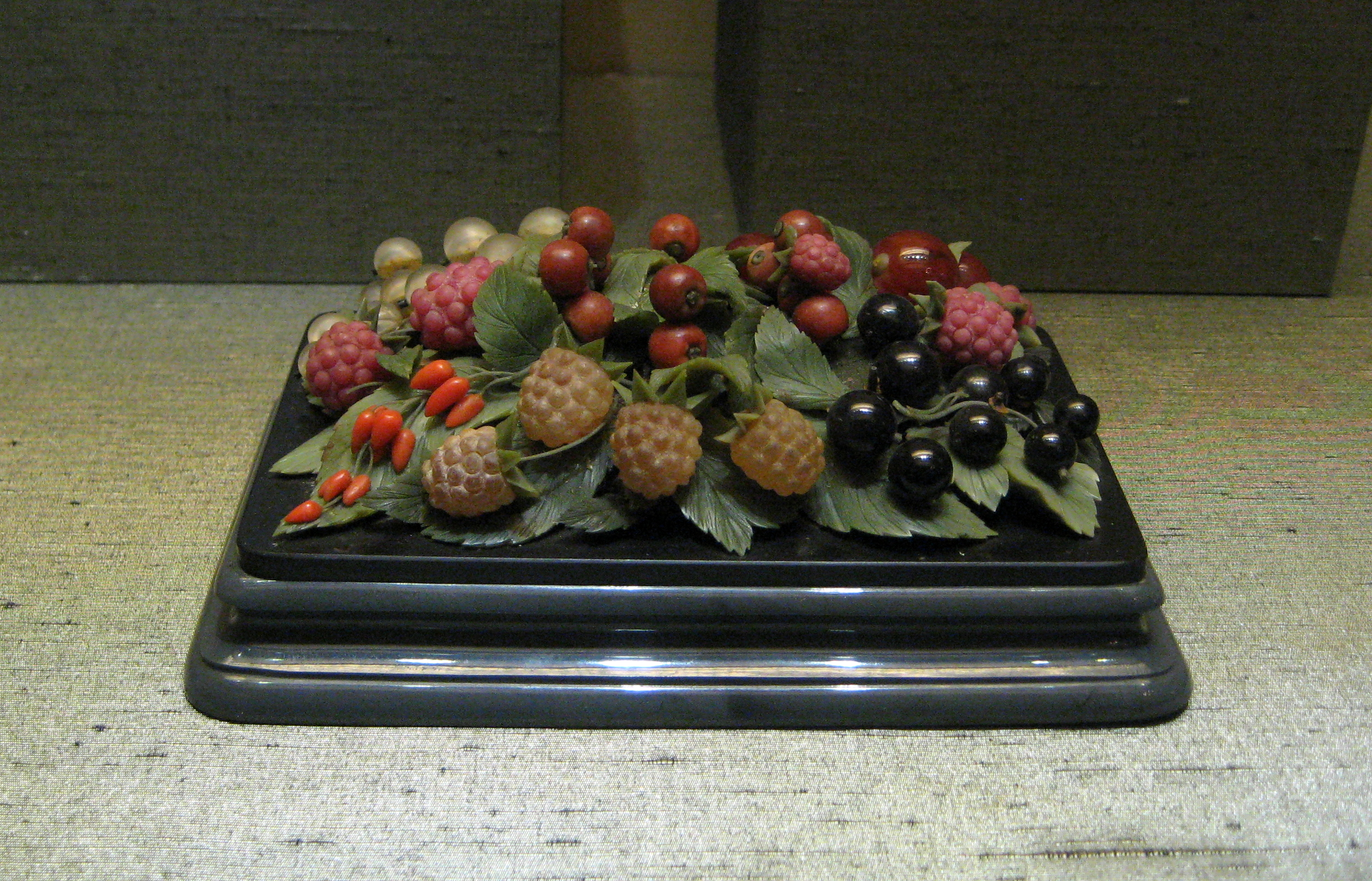
Ягодное пресс-папье из минералогического музея имени Ферсмана, Мурзинка

Минералогический музей расположился на двух этажах старинной Сретенской церкви 1729 года постройки, которую в ближайшее время собираются передать прихожанам, а музей разместить в новом здании. Главная тема экспозиции музея — история освоения месторождений самоцветов Мурзинки, изучение их А. Е. Ферсманом и геологами в XX веке. Собрание музея насчитывает более 700 образцов, среди которых огромные штуфы, большие друзы, отдельные кристаллы полевых шпатов, слюд, кварца. Особая гордость музея — голубые топазы, жёлтые гелиодоры, фиолетово-красные аметисты. Наиболее интересна самая большая друза аметистов «Победа». Заслуживает внимания большое собрание поделочных изделий из камня: в основном это шкатулки, пресс-папье, каменные горки и фигурки героев сказов Бажова, выполненные в технике Уральской резьбы по камню. Коллекция музея постоянно пополняется, в частности, выставлена часть личной коллекции геолога Пелепенко. Среди экспонатов музейных экспозиций есть диорамы, показывающие приспособления по добыче самоцветных камней и быт камнерезов и рудознатцев прошлых веков. Вокруг здания музея есть небольшой парк, в котором среди прочего находится большая каменная горка уральских самоцветов.

## Туристическая программа
Музей самоцветов Мурзинки пользуется большой популярностью у туристов и входит в туристический маршрут «Самоцветное кольцо Урала». Регулярно музей посещают туристы из Чехии, Китая, Италии, Швейцарии. В музее работает сувенирная лавка изделий из натурального камня, где можно приобрести авторские сувениры уральских мастеров-камнерезов, украшения из самоцветов и прочие изделия из поделочных и полудрагоценных камней. Также в музее есть своеобразный аттракцион «Синюшкин колодец» наподобие игровых автоматов с мягкими игрушками, в котором с помощью старинных рабочих инструментов старателей и горщиков можно намыть себе самоцветов. Все эти самоцветы из колодца Синюшки (хранительница колодца, героиня сказов П. П. Бажова) можно будет оставить себе.